# 勒克岩
68°3′S 68°44′W / 68.050°S 68.733°W
勒克岩（Lurker Rock），是南極洲的岩壁，位於葛拉漢地的法利埃海岸，處於迪斯默爾島東北面6公里的瑪格麗特灣，海拔高度3米，現時由南極條約體系管理。